# Kevin Ellington Mingus
Kevin Ellington Mingus (* 1. Oktober 1976 in Los Angeles, Kalifornien) ist ein US-amerikanischer Jazz-Bassist, Filmproduzent und ein Enkel von Charles Mingus.

## Leben und Wirken
Kevin Ellington Mingus wuchs bei seiner alleinerziehenden Mutter in einer jüdischen Familie auf, fast ohne Kontakt zum Vater Eugene Mingus und damit auch zur Familie seines Großvaters. Im Alter von zehn Jahren begann er zunächst Gitarre zu spielen, bis er als Mitglied des San Diego Youth Orchestra zum Kontrabass wechselte (zu diesem Zeitpunkt wusste er nicht, dass sein Großvater dieses Instrument spielte). Durch Jimmy Cheatham wurde er in ein Mentorenprogramm an der University of California, San Diego aufgenommen, wo er bis zu seiner Graduierung in der Universitäts-Bigband spielte. Nach seinem Abschluss an der University of California, Berkeley gründete er mit dem Pianisten Vijay Iyer ein Duo, wirkte 1998 bei dessen Album Architextures mit und arbeitete mit Amiri Baraka. Außerdem spielte er in Anthony Browns Asian American Jazz Orchestra, bei Wadada Leo Smith und George Lewis.
In den 1990er Jahren hielt er sich zur Fortsetzung seiner Studien in Argentinien auf, wo er am „Manuel de Falla“- Musik-Konservatorium Tango, Bandoneon und Komposition bei Néstor Marconi studierte. Nach seiner Rückkehr in die USA spielte er Anfang der 2000er Jahre u. a. im Duo mit dem Saxophonisten Rudresh Mahanthappa, mit dem er 2000 bis 2003 in einer Konzertreihe der Carnegie Hall auftrat; außerdem arbeitete er mit Glenn Horiuchi, Francis Wong (Legends & Legacies 2004) und Miya Masoka; in New York mit der Theaterkompagnie DADAnewyork.
Mingus lebte ab 2006 in Berlin. In seiner Tätigkeit als Musiker war er dort auch für das English Theatre aktiv; weiter engagierte er sich in Multimedia-Projekten und produzierte Dokumentarfilme, darunter ein unvollendetes Porträt seines Großvaters Mingus on Mingus (das zunächst den Arbeitstitel 20 Fingers - A True Jazz Legend hatte). Er kooperierte auch mit dem Filmemacher Sasa Oreskovic (Soundless Fall of the Gravitation). In Berlin arbeitete er in experimentellen Projekten mit Chico Mello und Andrea Neumann (Sololala), und Sadiq Bey/Gebhard Ullmann (Slow the Ear, 2009) bzw. 2006 in Sadiq Beys Aufführung der Gedichte von Sun Ra.